# Curcuma neilgherrensis
Curcuma neilgherrensis är en enhjärtbladig växtart som beskrevs av Robert Wight. Curcuma neilgherrensis ingår i släktet Curcuma och familjen Zingiberaceae. Inga underarter finns listade i Catalogue of Life.